# Stor hammarhaj
Stor hammarhaj (Sphyrna mokarran) är den största arten av hammarhajar. Man hittar den i tropiska och tempererade vatten världen över, runt kuster och kontinentalplattor.
Hajen blir vanligen upp till 3,5 meter lång och väger omkring 250 kg. Det längsta rapporterade exemplaret var 6 meter långt. En hammarhaj blir ungefär 20-30 år gammal. Förökningen är vivipar.

## Föda
Stora hammarhajen äter småhajar, rockor och andra fiskar, samt bläckfiskar. Stora hammarhajen kan även äta spjutrockor, den dödar spjutrockor genom att klämma ned dem mot havsbottnen med sitt hammarformade huvud, medan den biter av rockans vingar.